# Søfting
Søfting, Skaland og Veset udgør en større bygd i Vefsn i Nordland fylke, Norge. Bygden ligger fem kilometer nord for byen Mosjøen.
Fylkesvej 78 og Nordlandsbanen strækker sig side om side gennem bygden.
I bygden, som ligger i Vefsnfjordens umiddelbare nærhed, findes elven Fusta.
Søfting og Skaland tilhører Vefsns ældste gårde og kendes gennem skriftlige kilder siden 1300-tallet. Bygden er fundsted for en række oldsager, blandt andet fra folkevandringstiden og fra stenalderen.